# Бажан Олег Григорович
Оле́г Григо́рович Бажа́н (нар. 6 жовтня 1968, Пирятин, Полтавська область, УРСР) — український історик, краєзнавець. Дослідник історії української діаспори, суспільно-політичного життя в Україні в другій половині 1940-х — 1980-х роках, проблем утвердження і функціонування командно-адміністративної системи в СРСР. Кандидат історичних наук (1996). Відмінник освіти України (1997). Член президії правління Національної спілки краєзнавців України (з 2017), Почесний краєзнавець України (2012), Заслужений працівник культури України (2019).

## Біографія
У 1985—1992 роках навчався на історичному факультеті Полтавського державного педагогічного інституту. У 1987—1889 роках на два роки перервав навчання для служби в лавах Радянської армії. Закінчивши інститут (нині Полтавський національний педагогічний університет імені Володимира Короленка), працював у ньому 1992—1994 роках асистентом кафедри історії України.
У 1994—1997 роках — аспірант, від 1997 року — науковий співробітник, старший науковий співробітник відділу регіональних проблем історії України, із 2016 — старший науковий співробітник відділу історії державного терору радянської доби Інституту історії України НАН України.
1996 року захистив кандидатську дисертацію «Опозиційний рух в Україні (друга половина 1950-х — 1980-ті рр.)» (науковий керівник — кандидат історичних наук Юрій Зіновійович Данилюк).
Бере участь у підготовці низки фундаментальних колективних видань: «Звід пам'яток історії та культури України» (із 1999 р.); «Енциклопедія сучасної України» (із 2001 р.) «Енциклопедія історії України» (із 2003 р., автор понад 110 статей). У 2011 р. він долучився до авторського колективу, який підготував до друку «Політичну енциклопедію», покликану створити ґрунтовне уявлення про стан сучасної політичної науки в Україні.
Свою науково-дослідну роботу вчений поєднує з педагогічною діяльністю. З 1995 р. Олег Бажан викладає на кафедрі історії Національного університету «Києво-Могилянська академія». Він є автором навчальних посібників: «Історія українознавства» (К.: «Академвидав», 2011); «Історія України» (К.: «Кліо», 2015).
25 грудня 1996 року, на другому з'їзді Всеукраїнської спілки краєзнавців обраний членом ревізійної комісії ВСК. На третьому — головою ревізійної комісії. Заступник головного редактора журналу «З архівів ВУЧК-ГПУ-НКВД-КГБ» та від 2000 року — часопису «Краєзнавство».
Член редакційних рад періодичних видань «Південний Захід. Одесика», «Сумський історичний журнал», «Сумська старовина», «Старожитності Лукомор'я», «Міжнародні зв'язки України: наукові пошуки і знахідки».
Член правління Національної спілки краєзнавців України (2012—2017), член президії правління НСКУ (з 2017).

## Список наукових праць
Автор понад 500 праць (монографій, посібників, підручників, збірників документів, статей), присвячених політичним репресіям в Українській РСР, дисидентському рухові, історії радянських спецслужб, політичній історії України XX століття. Його праці друкувалися в Австралії, Болгарії, Великобританії, Польщі, Румунії.

### Окремі видання
- Кримські татари 1994—1994 рр. Статті. Документи. Свідчення очевидців. / Упоряд. О. Г. Бажан, Ю. З. Данилюк. К.: Рідний край,1995. 363 с.
- Збережемо тую славу. Громадський рух за увічнення історії українського козацтва в другій половині 50-х-80-х рр. ХХ ст. Збірник документів та матеріалів. / упоряд. О. Бажан, О. Ігнатуша, О.Шевчук. К.: Рідний край, 1997. 474 с.
- Матеріали ІІ з'їзду Всеукраїнської спілки краєзнавців 26 грудня 1996 р / Упоряд. О. Г. Бажан, А. А. Ситник. К.: Рідний край,1997. 185 с.
- Кваліфікаційні та курсові роботи і реферати з історії. Поради студентові щодо написання та захисту. К. : Методична серія. 1998. № 3. 35 с. (у співавторстві з С. Зубком, Ю. Мициком).
- Операція «Френтік». З історії бойової співдружності військово-повітряних сил СРСР і США, цивільного населення України в роки другої світової війни. Збірник документів та матеріалів. Упоряд. О. Бажан, Ю. Данилюк, М. Кальний, Ю. Подкур, 485 с.
- Тернистим шляхом до храму: Олесь Гончар в суспільно-політичному житті України 60-80-ті рр. ХХ ст. Збірник документів та матеріалів. Упоряд. О. Бажан, Ю. Данилюк, П. Тронько. К., 1999. 304 с.
- Випробування вірою. Боротьба за реалізацію прав і свобод віруючих в Україні в 1950-80-ті рр. К., 2000. 441 с. (у співавторстві з Ю. Данилюком)
- Опозиція в Україні / друга половина 1950-х-1980-ті рр. К., 2000. 616 с. (у співавторстві з Ю. Данилюком)
- Пам'ять Биківні. Документи та матеріали / Упоряд. О. Бажан. К., 2000. 320 с.
- Український національний рух. Основні тенденції і етапи розвитку / кінець 1950-х-1980-ті рр./ К., 2000. 232 с. (у співавторстві з Ю. Данилюком)
- Всеукраїнська спілка краєзнавців від «А» до «Я». Довідник. К., 2001. 91 с. (у співавторстві А. Ситником)
- Всеукраїнська спілка краєзнавців 1997—2003 роки. Довідник / Упоряд. О. Бажан, А. Ситник. К., 2003. 143 с.
- Історія України: Посіб. для вступників до вищ. навч. закл.- Ч.ІІІ: З 1914 р. до наших днів. К.: Вид. Дім «КМ Академія», 2003. 230 с. (у співавторстві з Ю. Мициком)
- Їм крила дала Пирятинщина. Довідник / Упоряд. Г. Бажан, О. Бажан. Ч. 2. Кам'янець-Подільський, 2003. 103 с.
- На скрижалях історії. З історії взаємозв‘язків урядових структур і громадських кіл України з українсько-канадською громадою в другій половині 1940-1980-ті роки / Упоряд. О. Бажан, Ю. Данилюк, П. Тронько. К.,2003. 862 с.
- Кримські татари: шлях до повернення. Кримськотатарський національний рух (друга половина 1940-х — початок 1990-х років) очима радянських спецслужб. Збірник документів та матеріалів. / Упоряд. О. Бажан, Ю. Данилюк, С. Кокін, О. Лошицький / Ч. 1. Київ, 2004. 395 с.; Ч. 2. Київ, 2004. 362 с.
- Пирятинщина у вінку віків. Люди. Роки. Події. Факти. Довідник. Київ, 2004. 71 с. (у співавторстві з Г. Бажаном)
- ІІІ з'їзд Всеукраїнської спілки краєзнавців. Матеріали та документи / Упоряд. О. Бажан, А. Ситник. Київ: Академія, 2004. 160 с. (у співавторстві з А. Ситником)
- Бажан О., Власов В., Мицик Ю. Історія України: Навч. посіб. для старшокласників. Київ: Видавничий дім «Києво-Могилянська академія», 2005. 576 с.
- Пирятинщина: статті, нариси, фотодокументи /Наук. ред. Олег Бажан. Київ: Просвіта, 2004. 416 с.
- Україна: хроніка ХХ століття. Довідкове видання. Роки 1961—1975. Частина 2. 1966—1975. — Київ, 2005. С. 294—401 (у співавторстві О. Рабенчуком)
- Бажан О., Білоусько О., Власов В., Мицик Ю. Історія України: Навчальний посібник. Київ: «Дельта», 2006. 640 с.
- Бажан О., Мицик Ю., Зубко В. Кваліфікаційні та курсові роботи і реферати з історії. Київ, 2006. 40 с.
- Бажан О., Власов В., Мицик Ю. Історія України: навч. посіб. — 2-е вид., допов. і переробл. Київ: Видавничий дім «Києво-Могилянська академія», 2008. 591 с.
- Бажан О., Гуцал П., Гасай Є. Реабілітовані історією. Тернопільська область. Тернопіль: ВАТ «ТВПК» «Збруч», 2008. 728 с.
- Реабілітовані історією: У двадцяти семи томах. Дніпропетровська область. У 2 кн. / Упорядники: Є. І. Бородін, О. Г. Бажан, В. В. Іваненко, Л. Л. Прокопенко, Р. К. Терещенко. Кн.1. Дніпропетровськ: Науково-редакційни центр обласної редколегії по підготовці й виданню тематичної серії книг «Реабілітовані історією»; Вид-во «Монолит», 2009. 880 с.
- Бажан О., Власов В., Мицик Ю. Історія України: навч. посіб. 3-тє вид., допов. і переробл. Київ: Видавничий дім «Києво-Могилянська академія», 2010. 595 с.
- Уряди незалежної України/ Упоряд. О. Г. Бажан. За заг. ред. Н. К. Дніпренко. К.:ДП "Державне спеціалізоване видавництво «Мистецтво», 2010. 48 с.
- Реабілітовані історією. Тернопільська область. Книга друга / Упор. Бажан О. Г., Гасай Є. О., Гуцал П. З. / Тернопіль: ТзОВ «Терно-граф», 2012. — 864 с.
- Реабілітовані історією: Сумська область: у двадцяти семи томах: у трьох книгах: книга друга / Упорядники О. Г. Бажан, О. М. Рубанов, І. Г. Федоренко; біографічні довідки: О. І. Гончаров, С. М. Лозова, О. М. Рубанов, Г. П. Самойлікова, І. Г. Федоренко. Суми: видавничо-виробниче підприємство «Мрія-1», 2013. 756 с. : іл.
- Реабілітовані історією. Тернопільська область. Книга третя / Упор. Бажан О. Г., Гуцал П. З., Кіт Л. М. / Тернопіль: ТзОВ «Терно-граф», 2013. — 640 с.
- Радянські органи державної безпеки в Україні (1918—1991 рр.): історія, структура, функції: Матеріали круглого столу 19 грудня 2013 р., м. Київ / Упорядники: О. Бажан, Р. Подкур. К. : Ін-т історії України НАНУ, 2014. 469 с.
- Крим в умовах суспільно-політичних трансформацій (1940—2015). Збірник документів та матеріалів / Упоряд.: О. Г. Бажан, О. В. Бажан, С. М. Блащук, Г. В. Боряк, С. І. Власенко, Н. В. Маковська. К. : Видавництво «Кліо», 2016. 1092 с.
- Реабілітовані історією. Тернопільська область. Книга четверта / Упор. Бажан О. Г., Гуцал П. З., Кіт Л. М. / Тернопіль: ТзОВ «Терно-граф», 2016. 528 с.
- Чорнобиль. Документи Оперативної групи ЦК КПУ (1986—1988). / О. В. Бажан, О. Г. Бажан, Г. В. Боряк, С. І. Власенко. — Київ: Інститут історії України НАН України, Центральний державний архів громадських об'єднань України, 2017. 830 с.
- Реабілітовані історією. Тернопільська область. Книга п'ята / Упор. О. Г. Бажан, П. З. Гуцал, Л. М. Кіт. Тернопіль: ТОВ «Терно-граф», 2018. 664 с., іл.
- Чорнобильське досьє КҐБ. Суспільні настрої. ЧАЕС у поставарійний період: збірник документів про катастрофу на Чорнобильській АЕС / Відп. ред. В. Смолій; Ред. кол.: А. Когут, І. Лябах, М. Панова, О. Рубльов, В. Хропко; Упоряд: О. Бажан, В. Бірчак, Г. Боряк. Галузевий державний архів Служби безпеки України; Інститут історії України НАН України; Український інститут національної пам'яті. К., 2019. 1200 с.
- Від трипільців до кіборгів. Коротка історія України. К.: Видавництво «Кліо», 2020. 686 с. (у співавторстві з Ю. Мициком)
- Реабілітовані історією. Тернопільська область. Книга шоста / Упор. О. Г. Бажан, П. З. Гуцал, Г. М. Маєвська. Тернопіль: ТОВ «Терно-граф», 2020. 672 с., іл.
- Чорнобильське досьє КҐБ: від будівництва до аварії: Збірник документів про катастрофу на Чорнобильській АЕС / Упоряд.: О. Бажан, А. Когут, Г. Боряк; Ред. кол.: І. Лябах, А. Моргун, В. Бірчак, М. Панова, О. Рубльов, В. Хропко. Галузевий державний архів Служби безпеки України; Інститут історії України Національної академії наук України; Український інститут національної пам'яті. К., 2020. 688 с.
- Петро Шелест: Вірю в розквіт моєї рідної України. К.: Парламентське видавництво, 2021. 352 с.
- Від трипільців до кіборгів. Коротка історія України. Видання третє, доповнене та перероблене. К.: ТОВ «Видавництво „КЛІО“», 2022. 688 с.
- Хроніка кримськотатарського національного руху (1940–1980-ті роки). Науково-довідкове видання. Упоряд. О. Г. Бажан. К.: Інститут історії України НАН України, 2024. — 72 с.

### Розділи у колективних виданнях
- Лібералізований терор // Політичний терор і тероризм в Україні. XIX—XX ст. Історичні нариси / Д. В. Архієрейський, О. Г. Бажан, Т. В. Бикова та ін. Відповід. ред. В. А. Смолій. К.: Наук, думка, 2002. С. 776—836.
- Биківня: в зоні особливого мовчання // Злочин. Мельбурн-Київ, 2003. С. 313—348.
- Історія свідчить // Реабілітовані історією. Сумська область. У трьох книгах. Книга перша. Суми: ВВП «Мрія-1» ТОВ, 2005. С. 9 — 38 (у співавторстві з О. Сотником)
- Введение // Реабилитированные историей. Автономная Республика Крым: Книга третья. Симферополь, 2006. С. 7 — 24 (у співавторстві Д. Омельчуком, Н. Шевцовою)
- Український голокост 1932—1933. Свідчення тих, хто вижив. Т. 3. За ред. Ю. Мицика. Київ, 2006. С. 138—143.
- Языком документов // Реабилитированные историей. Автономная республика Крым: Книга вторая. Симферополь, 2006. С.39-87 (у співавторстві М. Акуловим, Л. Вакатовой, Н. Шевцовою, С. Юрченко)
- Репресивна політика проти жителів Миколаївської області в 50-80-х рр. ХХ століття // Реабілітовані історією. Миколаївська область. Книга 3. Київ-Миколаїв: Світогляд, 2007. С. 7 — 185 (у співавторстві Ю.Котляром, І.Міроновою, І.Ніколаєвим, А. Ліньовим, А. Погорєловим)
- Історія України. Курс лекцій. Документи і матеріали / Упоряд. О. Бажан, О. Бонь О., Іванюк. Київ: Вища школа, 2008. С. 184—363.
- Керівний склад ЧК-ГПУ-НКВД Чернігівщини у 1918—1941 роках // Реабілітовані історією. Чернігівська область. Чернігів: РВК «Деснянська правда», 2008. Кн. 1. С. 722—731 (у співавторстві з В. Золотарьовим).
- Репресивна діяльність органів ВУЧК-ДПУ-НКВС-КДБ на Київщині в 1919-1980-х роках // Реабілітовані історією. Київська область. Книга третя. Київ: Основи, 2011. С. 97—132.
- Українознавчі дослідження у період ідеологічних репресій 1970-1980-ті роки ХХ ст. // Історія українознавства. Навчальний посібник. Київ: Академвидав, 2011. С. 338—357.
- Україна: хронологія розвитку. Том 6. Київ: Кріон, 2011. С. 436—583.
- Крим: шлях крізь віки. Історія у запитаннях і відповідях / НАН України. Інститут історії України. від ред. В. А. Смолій. К.: Інститут історії України 2014. С. 274, 339—342, 346—348, 373—378.
- Український соціум в умовах тимчасової лібералізації радянського суспільства в 1953—1964 роках (політичний та соціально-культурний аспекти) // Соціальні трансформації в Україні: пізній сталінізм і хрущовська доба: Колективна монографія / Відп. ред. В. М. Даниленко; Ред.-упоряд. Н. О. Лаас; Авт. кол.: О. Г. Бажан, П. М. Бондарчук, В. К. Борисенко, О. В. Булгакова, В. М. Даниленко, П. І. Киричевський, В. О. Крупина, Н. О. Лаас, В. М. Мазур, М. К. Смольніцька, Н. М. Хоменко, В. П. Швидкий, О. В. Янковська. НАН України. Інститут історії України. К.: Інститут історії України, 2014. 697 с.
- «Великий терор» на Харківщині (1937—1938 роки) // Реабілітовані історією. Харківська область: Книга третя. Ч.1. К.; Х.: Оригінал, 2015. С.7 — 30 (у співавторстві з В. Золотарьовим)
- Історія Криму в запитаннях та відповідях. / Відп. ред. В. Смолій; Упорядн. Г. Боряк. НАН України. Інститут історії України. Авт. кол: Олександр Галенко (керівник авторського колективу), Олег Бажан, Олена Бачинська та ін К.: Наукова думка, 2015. — 527 с.
- Кримінальна справа № 67332- ФП, або штрихи до портрета інакодумця // На полі чести. Наш сучасник Євген Сверстюк. Упоряд. В. Овсієнко. К.: Кліо, 2015. С. 29—36.
- The Rehabilitation of Stalin's Victims in Ukraine, 1956—1964: A Socio-Legal Perspective // De-Stalinising Eastern Europe The Rehabilitation of Stalin's Victims after 1953 Edited by Kevin McDermott Sheffield Hallam University, UK and Matthew Stibbe Sheffield Hallam University, UK Palgrave macmillan, 2015 С. 171—185.
- Українське суспільство в 1960–1980-х рр. Історичні нариси: Колективна монографія / Відп. ред. В. Даниленко; Упоряд.: В. Крупина, М. Смольніцька. НАН України. Інститут історії України. Авт. кол.: О. Г. Бажан, П. М. Бондарчук та ін. К.: Інститут історії України, 2021. 959 с. (З історії повсякденного життя в Україні)
- ПЕРЕЛОМ: Війна Росії проти України у часових пластах і просторах минувшини. Діалоги з істориками. У 2-х кн. — Кн. 1 / Відп. ред. В. Смолій; Упоряд.: Г. Боряк, О. Ясь. НАН України. Інститут історії України. — Київ: Інститут історії України, 2022. С. 109—111, 117—119; Кн. 2 / Відп. ред. В. Смолій; Упоряд.: Г. Боряк, О. Ясь. НАН України. Інститут історії України. — Київ: Інститут історії України, 2022. С. 1206—1209, 1450—1451.
- ПЕРЕЛОМ: Війна Росії проти України у часових пластах і просторах минувшини. Діалоги з істориками. — Кн. 3 / Відп. ред. В. Смолій; Упоряд.: Г. Боряк, О. Ясь, С. Блащук. НАН України. Інститут історії України. — Київ: Інститут історії України, 2023. С. 373—376.

### Наукове рецензування, редагування
- Реабілітовані історією. Житомирська область. Книга третя. Житомир: «Полісся», 2010. 808 с.
- Реабілітовані історією: У двадцяти семи томах. Житомирська область: У семи книгах. Кн. 4. Житомир, 2011. 788 с.
- Реабілітовані історією: У двадцяти семи томах. Житомирська область: У семи книгах. Кн. 5. Житомир, 2011. 796 с.
- Реабілітовані історією. Київська область. Книга третя. К.: Основа, 2011. 984 с
- Українці та румуни: багатолітній досвід життя поруч // Краєзнавство. 2011. № 4. С. 299—300. Рец. на кн.: Рендюк Т. Г. Українці в Румунії та румуни в Україні: проблеми минулого та сучасне становище / Т. Г. Рендюк. К., 2011. 293 с.
- Інакодумство на Сумщині. Збірник документів та матеріалів (1955—1990 роки). Том. 1. Суми: ВВП « Мрія-1» ТОВ, 2012. 300 с.
- Реабілітовані історією: У двадцяти семи томах. Житомирська область: У семи книгах. Кн. 6. Житомир, 2013. 696 с.
- Марк Дж Конверсіно. Спільна війна. Провал операції «Френтік» 1944—1945.- К.: Видавництво «К. І.С», 2015. 318 с.
- Роберт Ван Ворен. Холодная война в психиатрии. Явные люди и тайные игры. Киев: Лаурус, 2016. 517 с.
- Малі міста України. Автономна Республіка Крим: бібліогр. покажч. / Мінрегіон України, Держ. наук. архітектур.-буд. б-ка ім. В. Г. Заболотного ; уклад.: Д. О. Мироненко, С. М. Кайнова, О. В. Углова ; редкол. : Г. А. Войцехівська (відп. ред.) [та ін.] ; наук. консультант О. Г. Бажан. Київ: КВІЦ, 2017. 479 с. : іл.
- Малі міста України. Запорізька область: бібліогр. покажч. / Мінрегіон України, Держ. наук. архітектур.-буд. б-ка ім. В. Г. Заболотного ; уклад.: Д. О. Мироненко, С. М. Кайнова, О. В. Углова ; редкол. : Г. А. Войцехівська (відп. ред.) [та ін.] ; наук. консультант О. Г. Бажан. Київ: КВІЦ, 2017. 175 с. : іл.
- Малі міста України. Івано-Франківська область: бібліогр. покажч. / Мінрегіон України, Держ. наук. архітектур.- буд. б-ка ім. В. Г. Заболотного ; уклад.: Д. О. Мироненко, С. М. Кайнова, О. В. Углова ; редкол.: Г. А. Войцехівська (відп. ред.) [та ін.] ; наук. консультант О. Г. Бажан. Київ: КВІЦ, 2017. 287 с. : іл.
- Малі міста України. Київська область: бібліогр. покажч. / Мінрегіон України, Держ. наук. архітектур.-буд. б-ка ім. В. Г. Заболотного ; уклад.: Д. О. Мироненко, С. М. Кайнова, О. В. Углова ; редкол.: Г. А. Войцехівська (відп. ред.) [та ін.] ; наук. консультант О. Г. Бажан. Київ: КВІЦ, 2017. 623 с. : іл.
- Малі міста України. Львівська область: бібліогр. покажч. / Мінрегіон України, Держ. наук. архітектур.-буд. б-ка ім. В. Г. Заболотного ; уклад.: Д. О. Мироненко, С. М. Кайнова, О. В. Углова ; редкол.: Г. А. Войцехівська (відп. ред.) [та ін.] ; наук. консультант О. Г. Бажан. Київ: КВІЦ, 2017. 663 с. : іл.
- Малі міста України. Тернопільська область: бібліогр. покажч. / Мінрегіон України, Держ. наук. архітектур.-буд. б-ка ім. В. Г. Заболотного ; уклад.: Д. О. Мироненко, С. М. Кайнова, О. В. Углова ; редкол.: Г. А. Войцехівська (відп. ред.) [та ін.] ; наук. консультант О. Г. Бажан. Київ: КВІЦ, 2017. — 511 с. : іл.
- Малі міста України. Хмельницька область: бібліогр. покажч. / Мінрегіон України, Держ. наук. архітектур.-буд. б-ка ім. В. Г. Заболотного ; уклад.: Д. О. Мироненко, С. М. Кайнова, О. В. Углова ; редкол. : Г. А. Войцехівська (відп. ред.) [та ін.] ; наук. консультант О. Г. Бажан. Київ: КВІЦ, 2017. 215 с. : іл.
- Малі міста України. Чернігівська область: бібліогр. покажч. / Мінрегіон України, Держ. наук. архітектур.-буд. б-ка ім. В. Г. Заболотного ; уклад.: Д. О. Мироненко, С. М. Кайнова, О. В. Углова ; редкол. : Г. А. Войцехівська (відп. ред.) [та ін.] ; наук. консультант О. Г. Бажан. Київ: КВІЦ, 2017. 295 с. : іл.
- Бьлгарите в анархистското движение в Южна Украйна // History. Volume 28. Number 6, 2020. С. 631—634 (Рец. на: Виктор Савченко. Анархісти Одеси. 1917—1937. Одеса: Астропринт, 2020. 216 с.)